# Friedrich Strobl
Friedrich Strobl (* 10. Juni 1957 in Wien) ist ein österreichischer Politiker (SPÖ). Er ist seit 1996 Abgeordneter zum Wiener Landtag und Mitglied des Wiener Gemeinderats.
Friedrich Strobl war Kaufmann im Sportfachhandel und ist derzeit selbständig erwerbstätig. Politisch engagierte sich Strobl ab 1993 als Obmann der Sektion Handel im Wirtschaftsverband und Sektionsobmann-Stellvertreter in der Wiener Wirtschaftskammer. Strobl ist seit 1993 Kammerrat der Wirtschaftskammer Wien und seit 1994 Kammerrat der Wirtschaftskammer Österreich. 1995 wurde Strobl zum Landespräsidenten des Sozialdemokratischen Wirtschaftsverbands Wien und Mitglied des Landesparteivorstands der SPÖ Wien gewählt. Er ist seit 1996 Vizepräsident der Wiener Wirtschaftskammer und Abgeordneter zum Wiener Landtag und Gemeinderat. Strobl vertritt die SPÖ in der 18. Gesetzgebungsperiode im Ausschuss für „Finanzen, Wirtschaftspolitik und Wiener Stadtwerke“. Seit 2004 ist er Vorsitzender der SPÖ Währing.
Friedrich Strobl ist verheiratet und hat zwei Kinder.